# 핸썸 (영화)
핸썸은 한국에서 제작된 김동욱 감독의 2021년 코미디 영화이다. 신현준 등이 주연으로 출연하였고 조병연 등이 제작에 참여하였다.

## 출연

### 주연
- 신현준
- 박솔미

### 조연
- 박민지
- 윤정섭
- 박형섭

## 제작진
- 각색: 신용훈
- 각색: 박지현
- 제작총괄: 김성룡
- 프로듀서: 서채우
- 제작부장: 이관욱
- 제작기획: 성채영
- 제작기획: 장혜진
- 제작지원: 이원석
- 투자: 조병연
- 촬영부: 나태웅
- 촬영부: 손현목
- 촬영부: 김주영
- 조명: 남한호
- 조명: 정용택
- 스크립터: 반금희
- 조감독: 정원준
- 동시녹음: 김진호
- 동시녹음: 오지홍
- 동시녹음: 박대현
- 음향편집: 안인식
- 음향편집: 허수진
- 음향편집: 육혜미
- 음향효과: 허수진
- 음향효과: 육혜미
- 믹싱: 장준구
- 사운드디자인: 장준구
- 사운드슈퍼바이저: 장준구
- 음악지원: 장준구
- 음악지원: 허수진
- 음악지원: 고민석
- 작곡: 장준구
- 작곡: 허수진
- 미술: 강소현
- 미술팀: 전희성
- 미술팀: 유지원
- 미술지원: 한승주
- 미술지원: 김효진
- 미술팀장: 김율희
- 시각효과: 황동욱
- -무술: 전제혁
- 분장: 왕민
- 분장-의상: 박정미
- 분장팀: 김소연
- 분장팀: 정수은
- 분장팀: 고나경
- 편집보: 전용태
- 윤색: 정원준
- 윤색: 반금희
- 캐스팅디렉터: 윤치성
- 캐스팅디렉터: 박지현
- 의상팀: 김소연
- 의상팀: 정수은
- 의상팀: 고나경
- 디지털색보정: 노현준
- 디지털이미징테크니션: 용세형
- 국내배급책임: 박상수
- 국내배급진행: 김인화
- 국내배급진행: 송예린
- 국내배급진행: 양혜원
- 해외배급책임: 강은실
- 마케팅홍보: 한욱
- 마케팅홍보: 조인주
- 마케팅홍보: 이수빈
- 마케팅홍보: 신혜미
- 포스터: 유병준
- 예고편: 김동철
- 현장사진: 성채영
- 케노피: 박만철
- 케이터링: 강희용
- 매니저부문: 김경미
- 매니저부문: 유주영
- 매니저부문: 정승진
- 매니저부문: 김동업
- 매니저부문: 손수규
- 매니저부문: 전동호
- 매니저부문: 육현수
- 매니저부문: 이지혜
- 매니저부문: 김하늘
- 매니저부문: 유광석
- 매니저부문: 양병용
- 매니저부문: 유재현
- 매니저부문: 윤주식
- 매니저부문: 정새한
- 보험: 안용진